# Gruyères
För andra betydelser, se Gruyères (olika betydelser).
Gruyères (franskt uttal: [ɡʁɥijɛʁ]
 ( lyssna), tyska: Greyerz) är en småstad och kommun i distriktet Gruyère i kantonen Fribourg i Schweiz. Kommunen hade 2 301 invånare (2023). I kommunen finns även byarna Epagny, Pringy och Moléson-sur-Gruyères.
Gruyères har gett sitt namn till hårdosten Gruyère.